# Química do solo
Química do solo é o ramo das ciências do solo que se dedica ao estudo das características químicas dos solos. A química do solo é afetada pela composição mineral e da matéria orgânica e pelas condições ambientais prevalecentes no solo. No início da década de 1870, John Thomas Way, ao tempo químico consultor da Royal Agricultural Society, de Londres, realizou as primeiras experiências visando determinar como os solos trocam iões, sendo considerado o fundador da química do solo. Outros cientistas que contribuíram de forma pioneira para este ramo da ecologia foram Edmund Ruffin e Linus Pauling.